# Rud Hud Hudibras
Rud Hud Hudibras (in gallese Run baladr bras) è un leggendario sovrano britannico menzionato da Goffredo di Monmouth. Era figlio di re Leil e regnò nel corso della guerra civile scoppiata negli ultimi anni di regno del padre, che si era indebolito troppo.
Rud Hud Hudibras salì sul trono alla morte del padre e regnò per 39 anni, ponendo fine alla guerra fratricida e riportando la pace nel reame. Durante il suo regno, fondò Kaerreint (Canterbury), Kaerguenit (Winchester) e Paladur Castle (Shaftesbury). Gli succedette il figlio Bladud.